# Yoshihiro Kitazawa
Yoshihiro Kitazawa (北沢 欣浩 (Kitazawa Yoshihiro?); Kushiro, 4 agosto 1962) è un ex pattinatore di velocità su ghiaccio giapponese.

## Palmarès

### Olimpiadi
- 1 medaglia:
  - 1 argento (500 metri a Sarajevo 1984)